# لعبة صيغة شاملة

جدول لعبة صيغة شاملة

الصيغة الشاملة للعبة ما هي أحد مواصفات لعبة في نظرية الألعاب. يمثل هذا النموذج اللعبة بشكل الشجرة. تسمى كل عقدة في الشجرة باسم عقدة القرار حيث تمثل حالات اللعب الممكنة في المباراة أثناء اللعب. تبدأ اللعبة في العقدة الأولية ، وتتدفق من خلال شجرة على طول الطريق الذي يحدده اللاعبون حتى يتم الوصول إلى العقدة الطرفية ، حيث تنتهي اللعبة ويتم حساب الخرج لجميع اللاعبين. كل عقدة غير طرفية تعود إلى لاعب ما؛ حيث أن ذلك اللاعب يختار من بين الخطوات الممكنة في تلك العقدة أثناء اللعبة، كل خطوة محتملة تمثل بواسطة خط يربط من تلك العقدة إلى عقدة أخرى.
الصيغة الشاملة هي بديل عن الصيغة العادية في تمثيل اللعبة.خلافا للصيغة العادية، فإن الصيغة الشاملة تسمح بتمثيل صريح وواسعة للتفاعلات التي يقوم بها اللاعب خلال المباراة.